# 格雷斯維爾鎮區 (明尼蘇達州大石湖縣)
格雷斯維爾鎮區（英語：Graceville Township）是位於美國明尼蘇達州大石湖縣的一個行政鎮區。

## 地方資料
格雷斯維爾鎮區的面積為90.50平方千米，當中陸地面積為85.20平方千米，而水域面積為5.30平方千米。根據2020年美國人口普查的數據，當地共有人口167人，而人口密度為每平方千米1.85人。